# Гавронщина
Гавро́нщина — село Макарівської селищної громади Бучанського району Київської області. Розташоване на берегах річки Здвиж та Макарівського (Гавронщинського) водосховища, за 37 км від столиці Києва та за 5 км від центру громади — смт Макарова.
Населення села — 1 006 осіб.
До 2020 року орган місцевого самоврядування — Гавронщинська сільська рада. Геральдика с. Гавронщина затверджена рішенням 6 сесії XXIV скликання Гавронщинської сільської ради від 19 червня 2003 р.

## Географія
На північно-західній околиці села струмок Ракін впадає у річку Здвиж.

## Історія
Перша згадка про село відноситься до 1635 року. Село заснував дехто на прізвище Гавронський. За Російської імперії Гавронщина належала сім'ї Трубецьких. Власниця-полька Людовіка Казимирівна Росцішевська вийшла заміж за Олександра Петровича Трубецького[уточнити], відомого декабриста. Олександр Трубецький був членом «масонської ложі», він же побудував у селі бібліотеку, школу, перевіз церкву Різдва Святої Богородиці з Києва та відкрив гуральню.
Ось як про ці події та історію села в XIX столітті зазначено в краєзнавчих джерелах, зокрема в «Сказаннях…» Лаврентія Похилевича (1864):

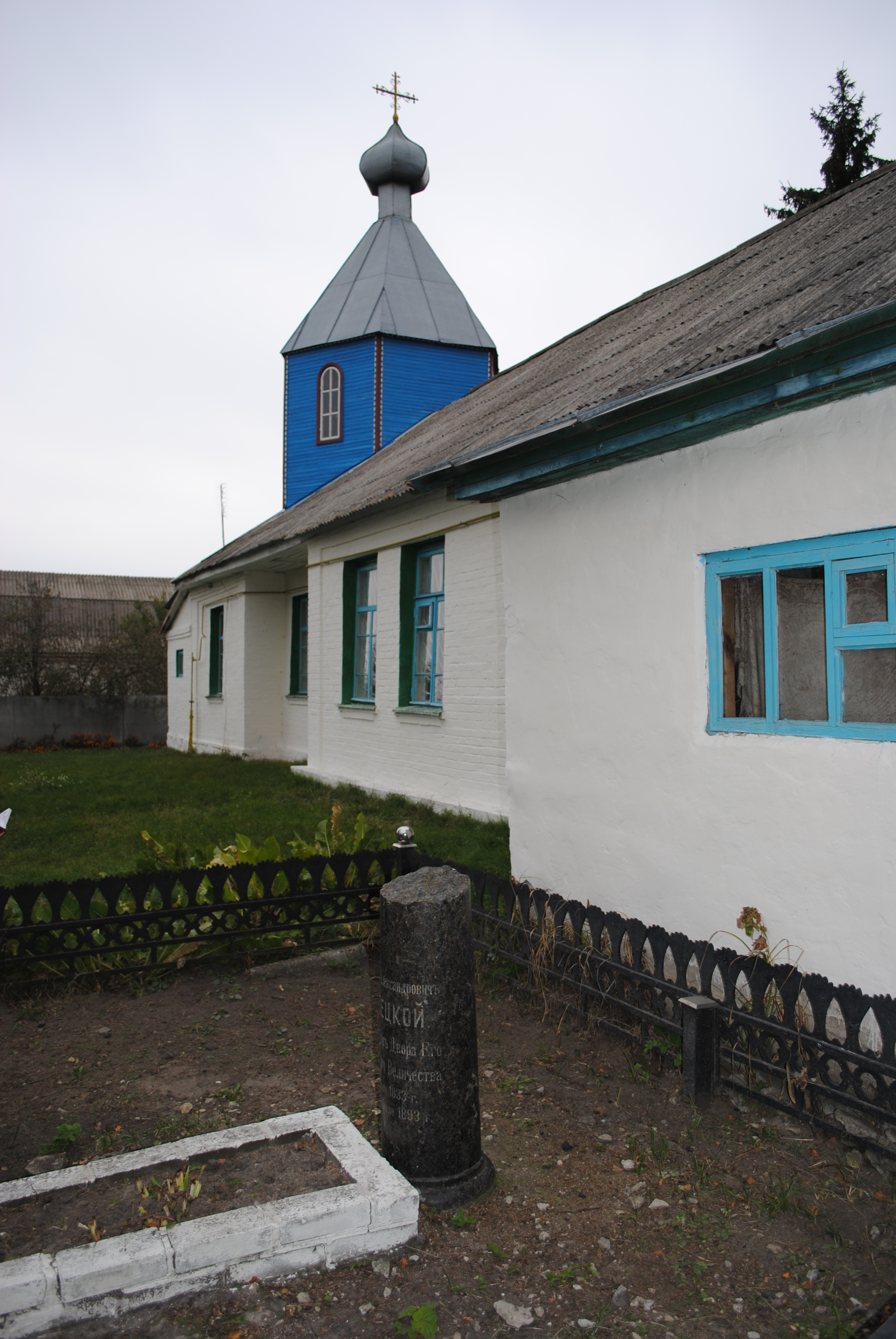
Церква Різдва Пресвятої Богородиці і могила Петра Олександровича Трубецького (1.07.1833 — 26.01.1893)

|  | «Гавронщина село, що розташоване з обох сторін р. Здвиж, нижче Макарова за 3 версти. Жителів проживає православних 504 (на 1864) 646 (на 1887). До 1816 р. Гавронщина зараховувалася до Макарівського маєтку. Цього року старша дочка колишнього Київського губернського маршала Казимира Росцішевського Людвіка вийшла заміж за князя Трубецького й одержала як придане Гавронщину. Дочці її Єлизаветі Іванівні нині належав маєток, у просторі 42 десятин неорної землі, 431 орної та 263 лісу. У хуторі Рак їй також належить орної 22 і 579 десятин лісу. Визначні пам'ятки села складали: будинок поміщиці, три водяних млина, з яких один питлівка, хлібний магазин, залишки мідного заводу. При власницькому будинку мається невелика православна церква в ім'я Різдва Пресвятої Богородиці.» |

У 1932—1933 рр. під час Голодомору селяни зруйнували могилу Трубецького в пошуках скарбів, щоб обміняти на хліб. Усього від голоду померли 6 осіб.
У 1934 р. у селі відкрито завод з видобутку і переробки торфу.
10 липня 1941 р. німецькі окупанти захопили Макарів, Гавронщину та інші села району. Під час окупації населеного пункту на примусові роботи до Німеччини вивезено 9 дівчат та 2 юнаки.
У 1942—1943 рр., під час німецької окупації, у Гавронщині діяла підпільна організація з 42-х осіб. Підпільники збирали інформацію про німців, розповсюджували листівки серед населення про становище на фронтах, забезпечували партизан продуктами, ліками тощо. Крім того, тісно співпрацювали з підпільними групами інших сіл району. Найактивніші з них були закатовані нацистами: це С. Д. М'якшило, В. В. Єлісєєв, О. К. Чумак, І. П. Чуприна, М. І. Шевчук, В. Ю. Шишацький, В. К. Волощенко.
Гавронщина була знову завойована СРСР 8 листопада 1943 р. руками воїнів 136-го стрілецького полку 42-ї гвардійської стрілецької дивізії. Відступаючи, гітлерівці спалили маєток Трубецьких, де на той час була школа. На фронтах воювали понад 250 односельчан, 150 з яких не повернулися додому.
У 1949 р. в Гавронщині побудовано клуб, посаджено 560 га хвойних лісів.
У 1960-х роках у Гавронщині містилася центральна садиба колгоспу ім. Калініна. Господарство спеціалізувалося на вирощуванні картоплі, льону, тваринництві; розвивалися садівництво та городництво. На той час у селі діяли восьмирічна школа, клуб, бібліотека.
В «Історії міст і сіл Української РСР» про Гавронщину початку 1970-х було подано таку інформацію:
|  | Гавронщина - село, центр сільської Ради, розташоване на правому березі річки Здвижу, за 4 км від районного центру. До найближчої залізничної станції Клавдієве - 19 км. Населення - 1053 чоловіка. Поблизу села є значні поклади торфу, що використовуються для місцевих потреб. На пісках та ярах посаджено 560 га хвойних лісів. У Гавронщині - центральна садиба колгоспу ім. Калініна, який має 2600 га землі, у т.ч. орної - 1561 га.. |

Гавронщинці брали активну участь у ліквідації аварії на ЧАЕС 1986 р. Було зведено 190 будинків для переселенців із Чорнобильської зони.
При Будинку культури працює фольклорно-етнографічний ансамбль.
21 вересня 2009 р. у Гавронщині відкрито оберіг села — «Мати Божа із чотирма янголятами».
На сьогодні на території села функціонують ЗОШ ім. М. П. Новика, Будинок культури, бібліотека, амбулаторія, поштове відділення, філія Ощадбанку; працюють салон-виставка продажу товарів народного промислу, кафе-бар, продовольчі та господарчі магазини; діють підприємства: ТОВ «МБК Макарів», ПП «Алта», ПП Алтатранс", ПП «Лендтранс», ДП «Гавронщинаторф», ДП «Макарів».
У теперішній час (2000-ні) з колишнього маєтку Трубецьких можна побачити тільки залишки колони будівлі біля могили князя. Стара церква Різдва Пресвятої Богородиці, яка в реєстрі пам'яток значиться під 1887 роком, пізніше була обкладена цеглою.
Нині Гавронщина відома також завдяки тому, що тут розташовані управління й поля Київського гольф-клубу.
Уродженцем Гавронщини є воїн-артилерист Радянської армії Микола Петрович Новик (1920—1944), учасник ІІ Світової війни (1945, посмертно).

## Гімн
Слова та музика А. Єзерніцької
Гавронщина, мила і рідна земля!
Такої на світі більше нема.
Радіє та квітне наша земля,
Буйні ліси та безкрайні поля!
Гавронщина — ти Батьківщина моя!
Вічна пам'ять і слава в минулих роках.
В день Святого Миколи родивсь наш земляк
Радянський герой — з добрим серцем солдат.
Гавронщина, щедра, багата земля,
Безкраї пшеничні та житні поля.
Радіє та квітне весною земля,
Ми йдемо в щасливе, ясне майбуття.

## Галерея

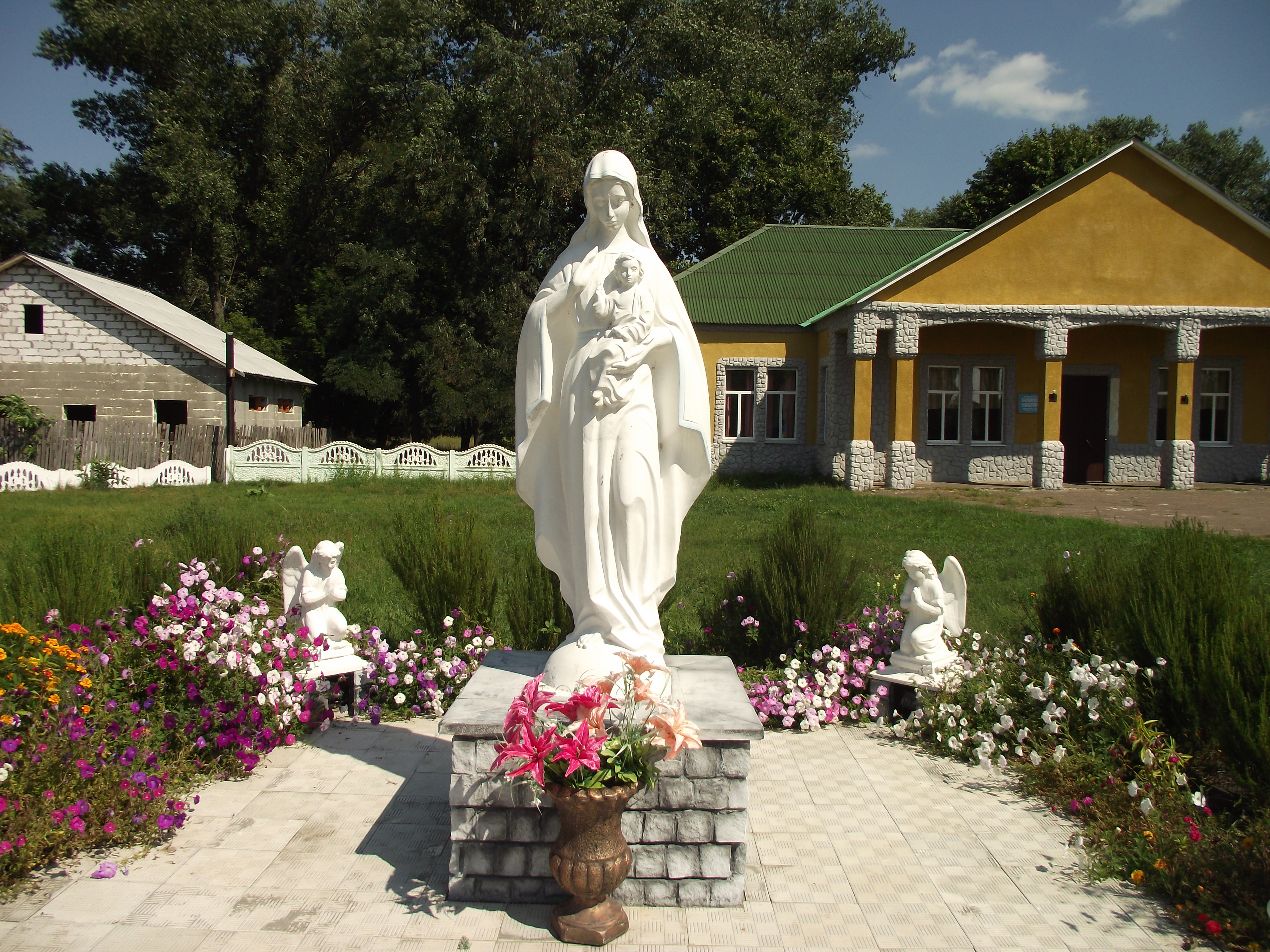
Пам'ятник
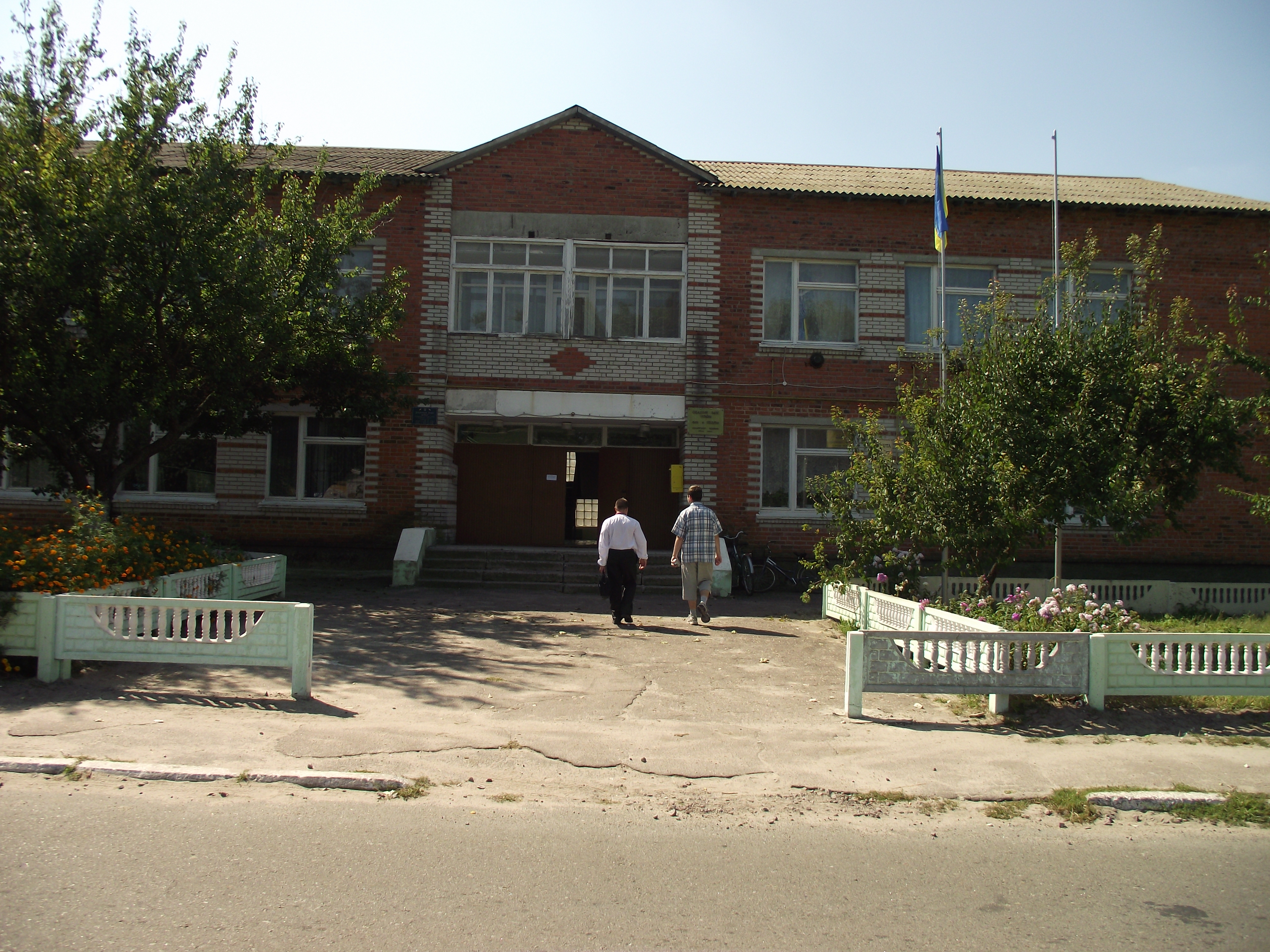
Сільрада
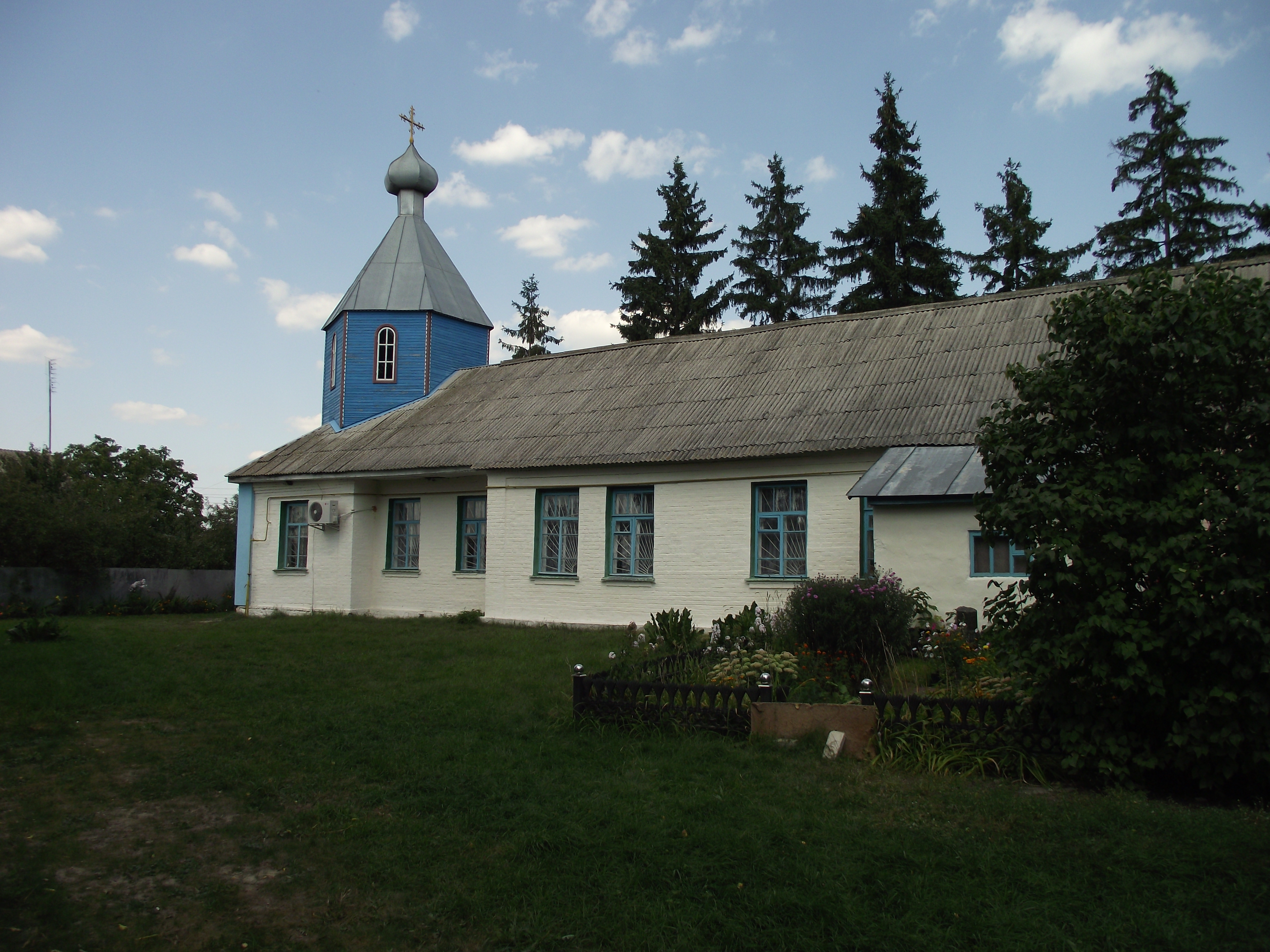
Церква Різдва Пресвятої Богородиці
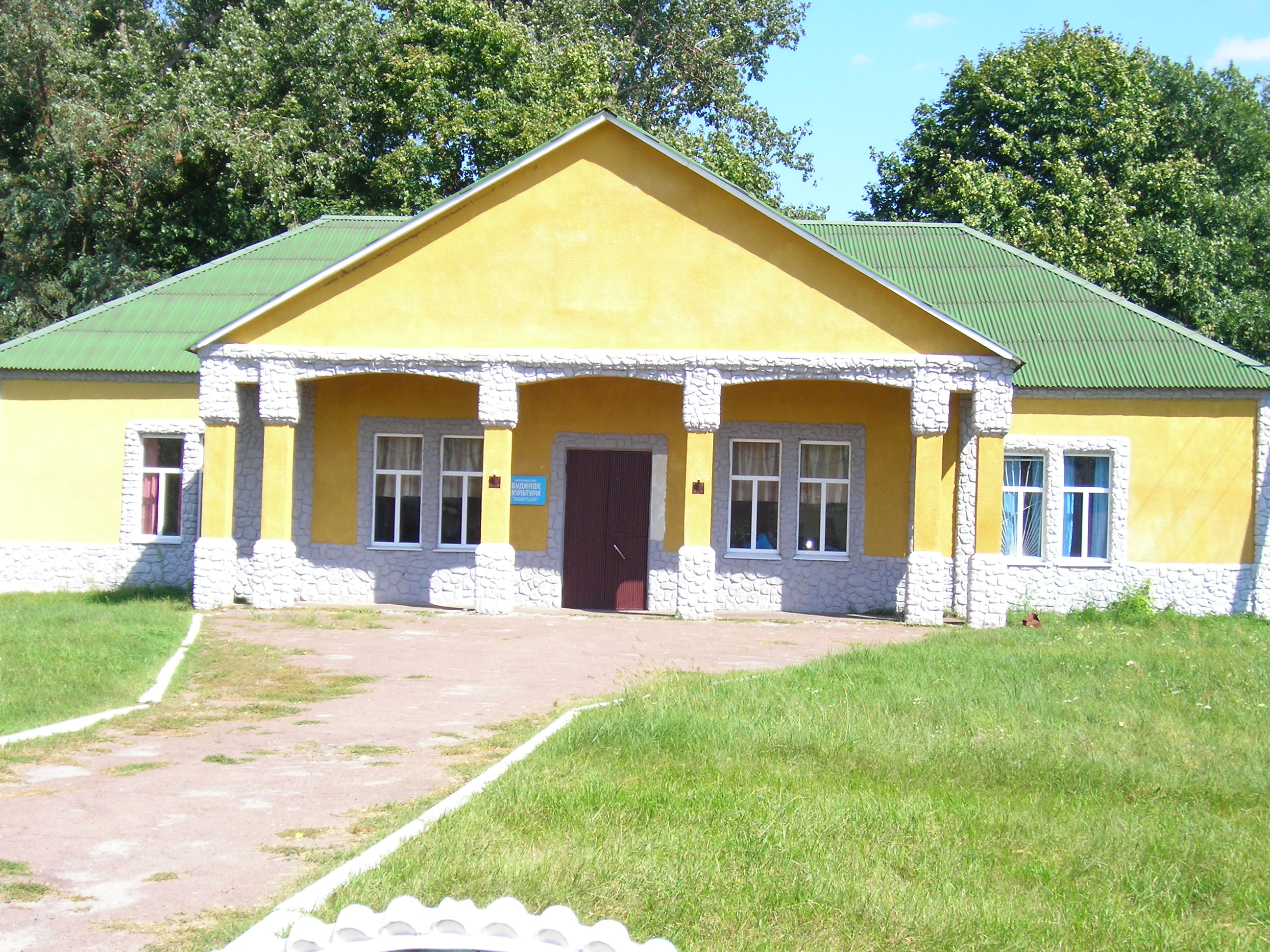
Будинок культури
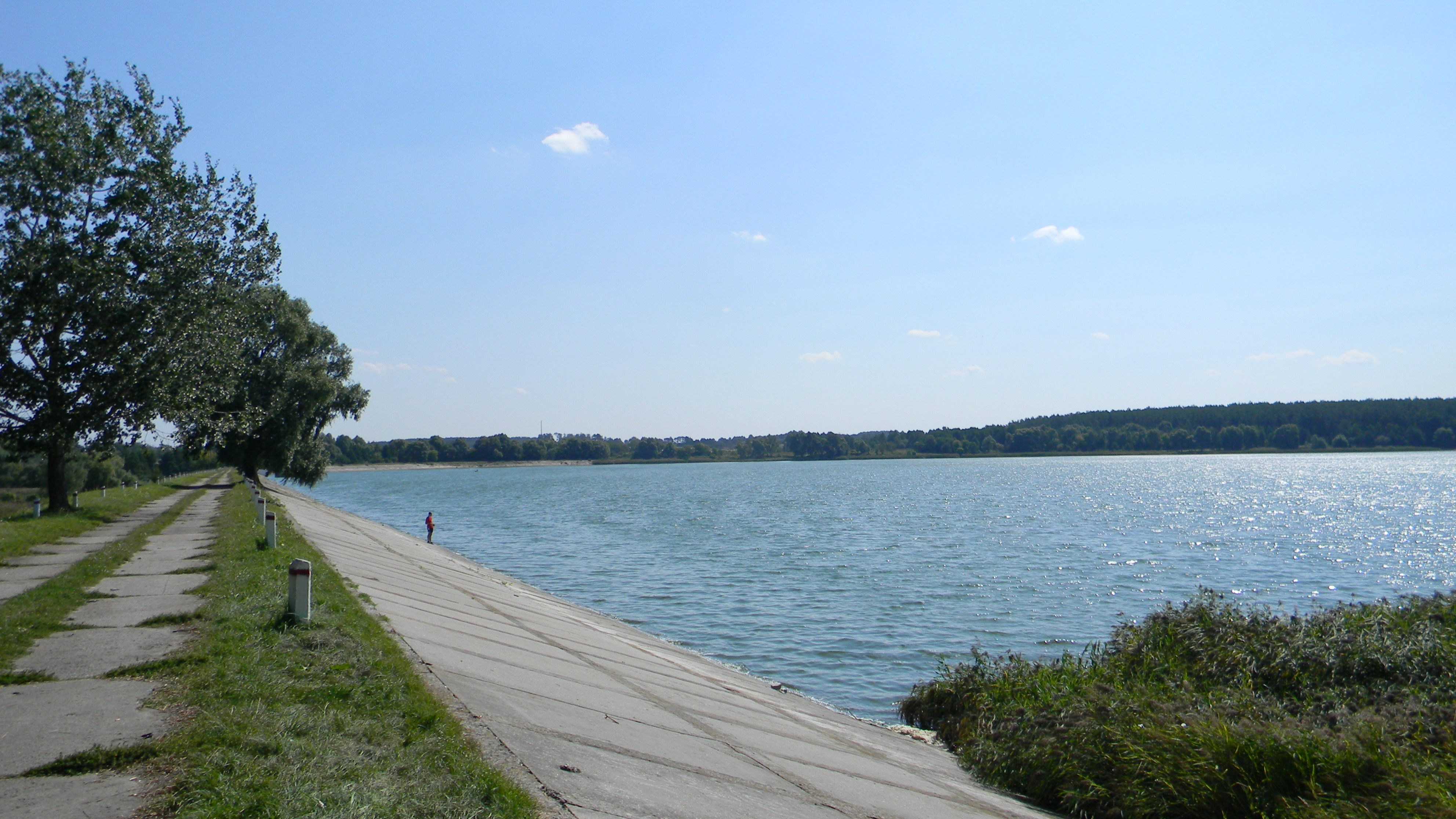
Гавронщинське водосховищі
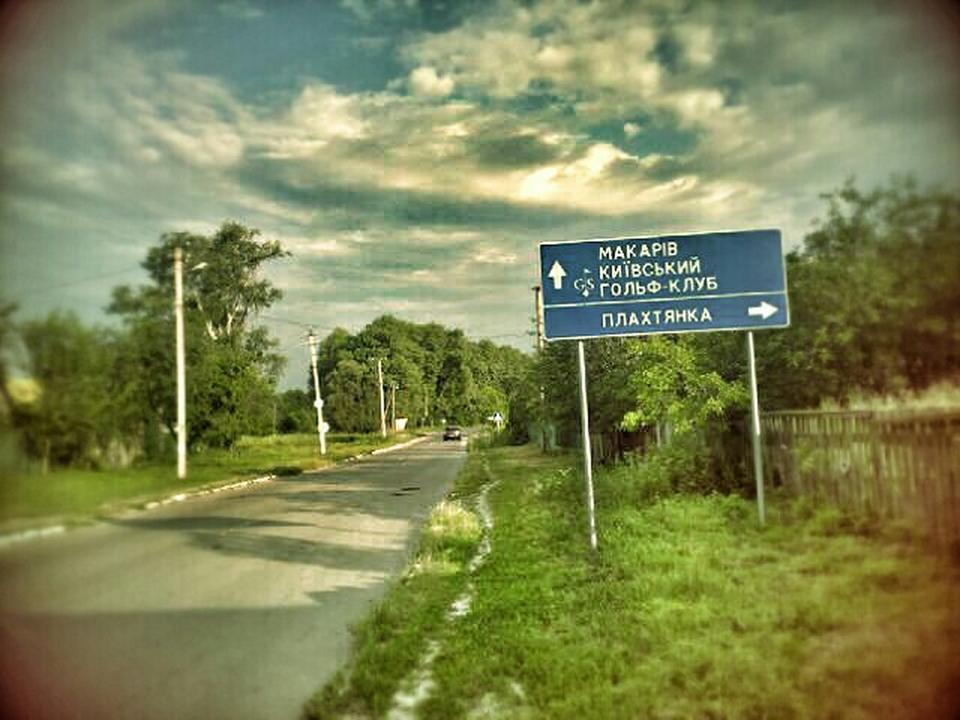
с.Гавронщина вул.Київська
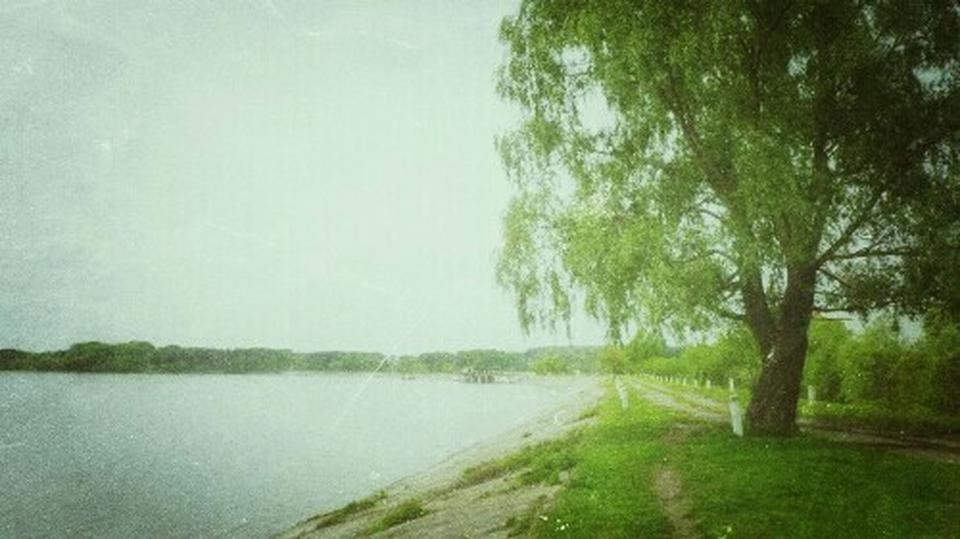
с.Гавронщина водосховище
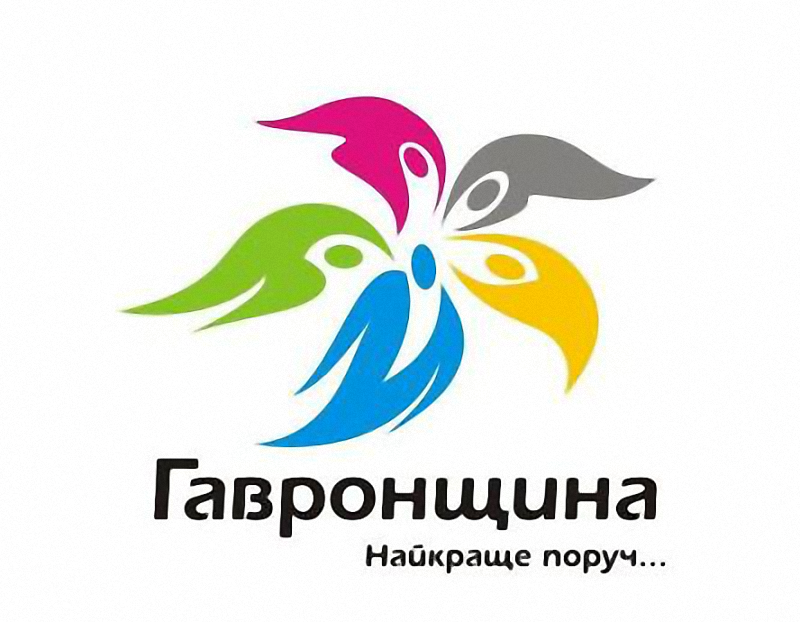
Логотип с.Гавронщина